# Comercio

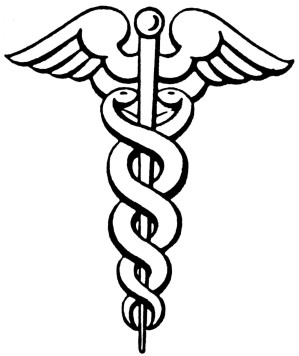
El caduceo es el símbolo del comercio.

Se denomina comercio a toda actividad económica que consiste en la transferencia e intercambio de bienes y servicios entre personas o entre otras entidades en la economía.
Una de las primeras formas de comercio, la economía del regalo, consistía en el intercambio de bienes y servicios sin un acuerdo explícito de recompensas inmediatas o futuras. Una economía del regalo implica el intercambio de cosas sin el uso de dinero. Los comerciantes modernos suelen negociar a través de un medio de intercambio, como el dinero. Como resultado, la compra puede separarse de la venta, o Ganancia. La invención del dinero (y tarjeta de crédito, papel moneda y dinero no físico) simplificó y promovió enormemente el comercio.  El comercio entre dos comerciantes se denomina comercio bilateral, mientras que el comercio en el que participan más de dos comerciantes se denomina comercio multilateral.
En una visión moderna, el comercio existe debido a la especialización y a la división del trabajo, una forma predominante de actividad económica en la que los individuos y grupos se concentran en un pequeño aspecto de la producción, pero utilizan su producción en intercambios para otros productos y necesidades. El comercio existe entre regiones porque diferentes regiones pueden tener una ventaja comparativa (percibida o real) en la producción de algún producto básico comercializable, incluida la producción de recursos naturales escasos o limitados en otros lugares. Por ejemplo: el tamaño de las distintas regiones puede favorecer la producción en masa. En tales circunstancias, el comercio a precio de mercado entre lugares puede beneficiar a ambos. Diferentes tipos de comerciantes pueden especializarse en el comercio de diferentes tipos de bienes; por ejemplo, el comercio de especias y el comercio de cereales han sido históricamente importantes en el desarrollo de una economía global e internacional.
El comercio minorista consiste en la venta de bienes o mercancías desde un lugar muy fijo (como unos grandes almacenes, boutique o quiosco), en línea o por correo, en lotes pequeños o individuales para el consumo o uso directo por parte del comprador. El comercio mayorista es el tráfico de bienes que se venden como mercancía a minoristas, o a usuarios industriales, comerciales, institucionales u otros negocios profesionales, o a otros mayoristas y servicios subordinados relacionados.
Históricamente, la apertura al libre comercio aumentó sustancialmente en algunas zonas desde 1815 hasta el estallido de la Primera Guerra Mundial en 1914. La apertura comercial volvió a aumentar durante la década de 1920, pero se desplomó (en particular en Europa y América del Norte) durante la Gran Depresión de la década de 1930. La apertura comercial volvió a aumentar considerablemente a partir de la década de 1950 (aunque con una desaceleración durante la crisis del petróleo de la década de 1970). Economistas e historiadores de la economía sostienen que los niveles actuales de apertura comercial son los más altos de la historia.

## Historia

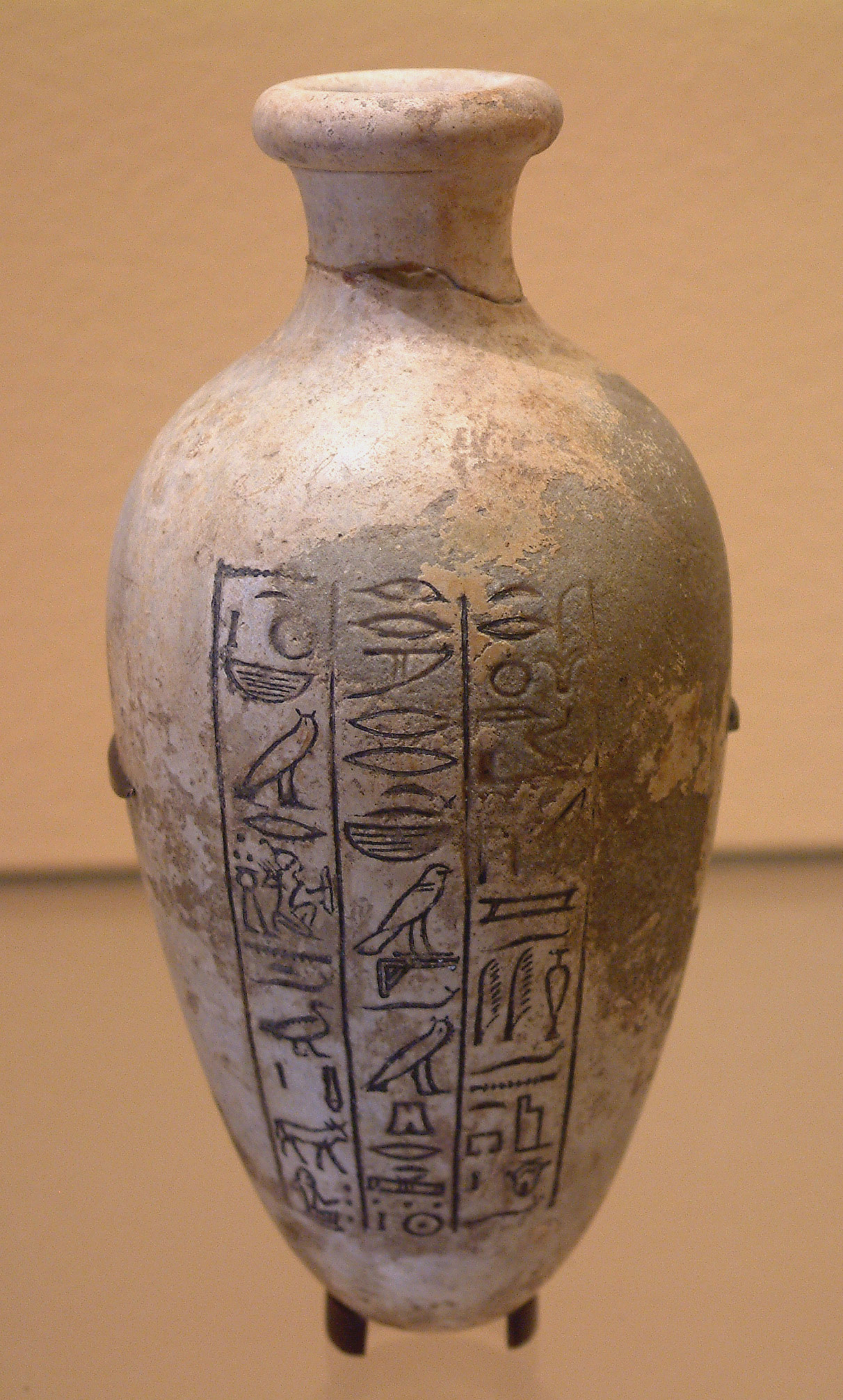
Ánfora egipcia.

Los orígenes del comercio se remontan a finales del periodo  Neolítico, cuando se descubrió la agricultura. Al inicio, la agricultura que se practicaba era una agricultura de subsistencia, donde las justas eran para la población dedicada a los asuntos agrícolas. Sin embargo, a medida que fueron incorporándose nuevos desarrollos tecnológicos al día a día de los agricultores, como por ejemplo la fuerza animal, o el uso de diferentes herramientas, las cosechas obtenidas eran cada vez mayores. Así llegó el momento propicio para el nacimiento del comercio, favorecido por dos factores:
- Las cosechas obtenidas eran mayores que la que necesitaban para la subsistencia de la comunidad.
- Ya no era necesario que toda la comunidad se dedicara a la agricultura, por lo tanto parte de la población empezó a especializarse en otros asuntos, como la alfarería o la siderurgia.

Por lo tanto, los excedentes de las cosechas empezaron a intercambiarse con otros objetos en los que otras comunidades estaban especializadas. Normalmente estos objetos eran elementos para la defensa de la comunidad (armas), depósitos para poder transportar o almacenar los excedentes alimentarios (ánforas, etc.), nuevos utensilios agrícolas (azadas de metal...), o incluso más adelante objetos de lujo (espejos, pendientes, etc).
Este comercio primitivo, no solo supuso un intercambio local de bienes y alimentos, sino también un intercambio global de innovaciones científicas y tecnológicas, entre otros, el trabajo en hierro, el trabajo en bronce, la rueda, el torno, la navegación, la escritura, nuevas formas de urbanismo, y un largo etcétera. En la península ibérica este periodo se conoce como el Orientalizante, por las continuas influencias recibidas de Oriente. En este momento es cuando surge la cultura ibérica.
Además del intercambio de innovaciones, el comercio también propició un paulatino cambio de las sociedades. Ahora la riqueza podía almacenarse e intercambiarse. Empezaron a aparecer las primeras sociedades capitalistas tal como las conocemos hoy en día, y también las primeras estratificaciones sociales. En un inicio las clases sociales eran simplemente la gente del poblado y la familia del dirigente. Más adelante aparecieron otras clases sociales más sofisticadas como los guerreros, los artesanos, los comerciantes, etc.

### El trueque
El trueque era la manera en que las antiguas civilizaciones empezaron a comerciar. Se trataba de intercambiar mercancías por otras mercancías de igual o menor valor. El principal inconveniente de este tipo de comercio era que las dos partes involucradas en la transacción comercial tenían que coincidir en la necesidad de las mercancías ofertadas por la otra parte. Para solucionar este problema surgieron una serie de intermediarios que almacenaban las mercancías involucradas en las transacciones comerciales. Estos intermediarios muy a menudo añadían un riesgo demasiado elevado en estas transacciones, y por ello este tipo de comercio fue dejado de lado rápidamente cuando apareció la moneda.

### Introducción de la moneda

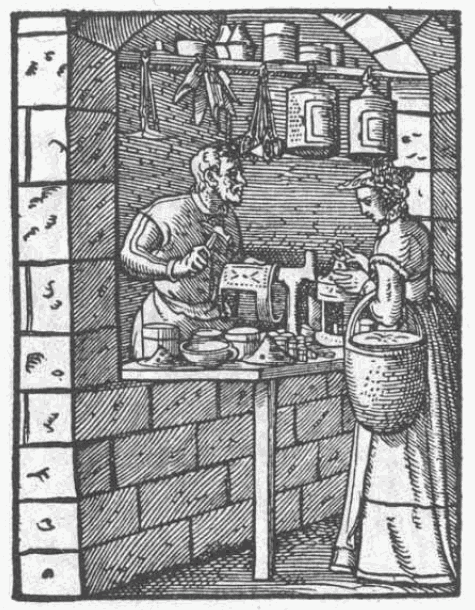

La moneda, o dinero, en una definición más general, es un medio acordado en una comunidad para el intercambio de mercancías y bienes. El dinero no solo tiene que servir para el intercambio, sino que también es una unidad de cuenta y una herramienta para almacenar valor y hacer posible el fraccionamiento. Históricamente ha habido muchos tipos diferentes de moneda, desde cerdos, dientes de ballena, cacao, o determinados tipos de conchas marinas. Sin embargo, el más extendido sin duda a lo largo de la historia es el oro.
El uso del dinero en las transacciones comerciales supuso un gran avance en la economía. Ahora ya no hace falta que las partes implicadas en la transacción necesitaran las mercancías de la parte opuesta. Civilizaciones más adelantadas, como los romanos, extendieron este concepto y empezaron a acuñar monedas. Las monedas eran objetos especialmente diseñados para este asunto. Aunque estas primitivas monedas, al contrario de las monedas modernas, tenían el valor de la moneda implícito en ella. Es decir, que las monedas estaban hechas de metales como oro o plata y la cantidad de metal que tenían era el valor nominal de la moneda.
El único inconveniente que tenía el dinero era que al ser un acuerdo dentro de una comunidad, no tenía valor fuera de contexto. Por ejemplo, si el elemento de intercambio de una comunidad eran dientes de ballena, aquellos dientes no tenían ningún valor fuera de la comunidad. Por ello un poco más adelante surgió el concepto de divisa. La divisa, ahora sí, es un elemento de intercambio aceptado en una zona mucho más amplía que la propia comunidad. La divisa más habitual era el oro puro, aunque a lo largo de la historia también han aparecido otros, como la sal o la pimienta.

### Las rutas comerciales
A lo largo de la Edad Media, empezaron a surgir unas rutas comerciales transcontinentales que intentaban suplir la alta demanda europea de bienes y mercancías, sobre todo de lujo. Entre las rutas más famosas destaca la Ruta de la Seda, pero también había otros importantes como las rutas de importación de pimienta, de sal o de tintes. Esto se da en el marco de la denominada Revolución Comercial.
El comercio a través de estas rutas era un comercio directo. La mayor parte de las mercancías cambiaban de propietario cada pocas decenas de kilómetros, hasta llegar a las ricas cortes europeas. A pesar de eso, estas primeras rutas comerciales ya empezaban a plantearse regulaciones en las importaciones. Incluso hubo momentos en los que se prohibió el uso de la seda para la vestimenta en el sexo masculino, con el fin de reducir el consumo de este costoso producto.
Las Cruzadas fueron una importante ruta comercial creada de manera indirecta. La ruta que se creó a raíz del movimiento de tropas, suministros, armas, artesanos especializados, botines de guerra, etc. reactivó la economía de muchas regiones europeas. Este mérito se atribuye en parte al rey inglés Ricardo I Corazón de León, que al involucrarse en la Tercera Cruzada consiguió importantes victorias comerciales para Europa, como por ejemplo el restablecimiento de la Ruta de la Seda, la recuperación de las rutas de la pimienta.

### Surgimiento del banco

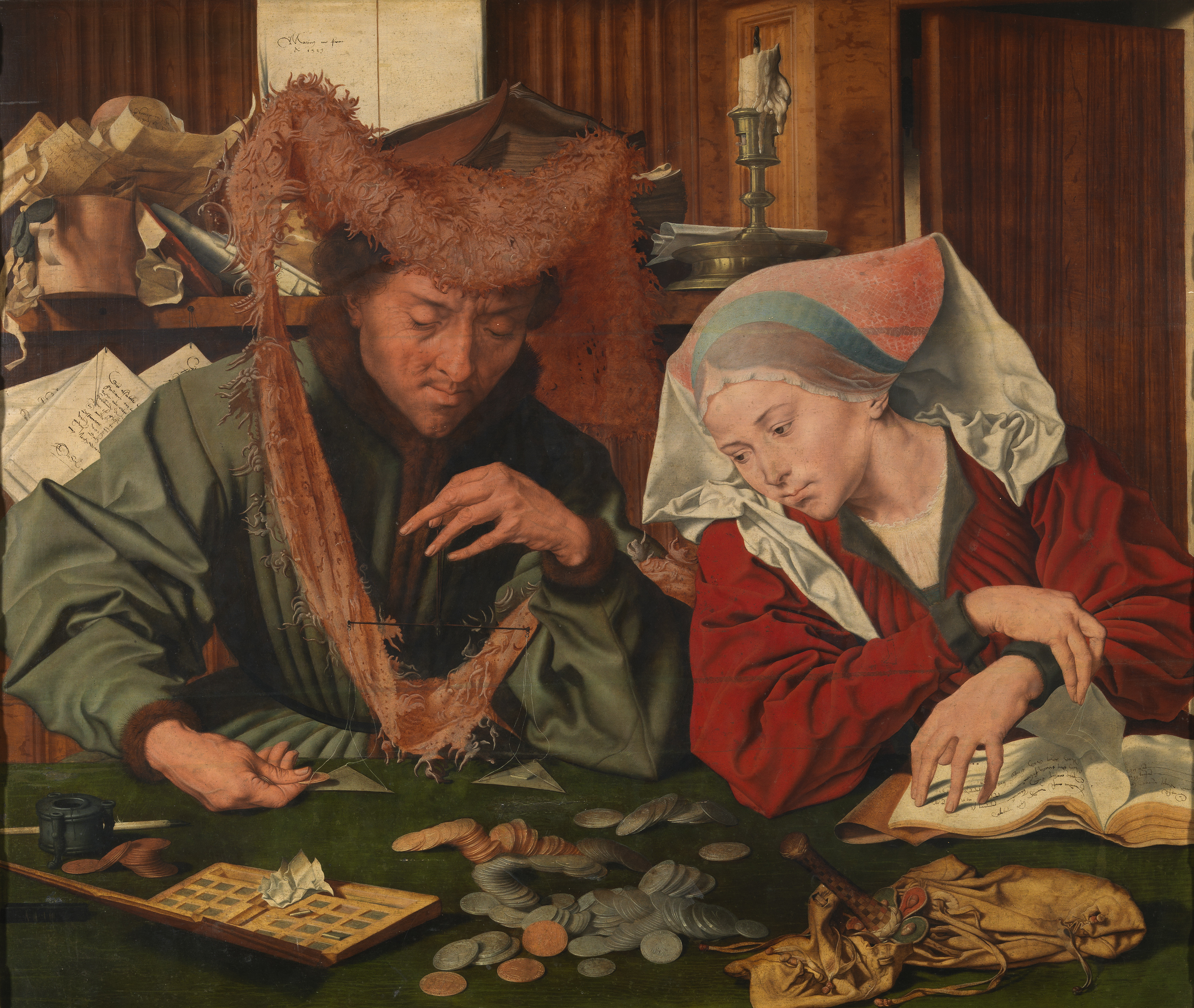
El Cambista y su mujer, de Marinus van Reymerswale.

Los miembros no combatientes de la orden del Temple (los Caballeros Templarios) (siglos XII-XIII) gestionaron una compleja estructura económica a lo largo del mundo cristiano, creando nuevas técnicas financieras (los pagarés e incluso la primera letra de cambio) que constituyen una forma primitiva del banco moderno.
Entre los servicios ofertados estaba el transporte de dinero. Los peregrinos podían ingresar dinero en un establecimiento y después ir a otro establecimiento y retirarlo, incluso entre países diferentes, lo cual contribuía a la seguridad en los caminos.
Esto fue la primera letra de cambio.
Pero en aquellos tiempos la Iglesia prohibía la usura (el lucro por medio del interés). Así, los templarios construyeron o ayudaron a construir más de 70 catedrales en poco más de 100 años, forjaron y ampararon una legión de artesanos… (muchos afirman que eran una “multinacional ética”).
El servicio en particular (la «letra de Cambio»), propició mucho el comercio internacional en ferias, donde los comerciantes podían volver a sus países de origen sin que su dinero corriera el peligro de ser robado por salteadores de caminos.
Hacia finales de la Edad Media y principios del Renacimiento una banca o banco era un establecimiento monetario con una serie de servicios que facilitaban mucho el comercio. Los pioneros en esta área fueron cambistas que actuaban en ferias anuales y básicamente se dedicaban a realizar cambios de moneda cobrando una comisión. Estos cambistas fueron creciendo, hasta el punto que aparecieron las grandes familias de banqueros europeas como los Médici, los Fugger y los Welser.

### La era de los descubrimientos
Alrededor del año 1400, la disrupción del Imperio mongol, el crecimiento del Imperio otomano y el fin del Imperio bizantino provoca que todas las rutas de comercio europeas con el Este queden bloqueadas. La búsqueda de nuevas rutas, el surgimiento del capitalismo mercantil y el deseo de explorar el potencial de una economía global, impulsó en Europa la era de los descubrimientos.
Así pues, Europa se volcó en la búsqueda de nuevas rutas hacia la India con el fin de restablecer la importación de especias. Pero finalmente, fueron Portugal y España los dos países que obtuvieron el monopolio de estas rutas, gracias al trabajo de exploradores como Cristóbal Colón, Vasco da Gama, Fernando de Magallanes o Juan Sebastián Elcano.
El descubrimiento de América por los europeos supuso otro paso en el comercio. El nuevo flujo de oro y plata que obtenían los españoles de manera «casi-gratuita» en las Américas, saneó y consolidó las redes comerciales y de capital europeas. La banca europea creció de una manera exponencial y empezaron a surgir los grandes bancos europeos, como el Banco de Ámsterdam, el Banco de Suecia o el Banco de Inglaterra.
El dominio español y portugués de las nuevas rutas establecidas, forzó a otras potencias europeas, como Inglaterra y Países Bajos, a buscar rutas alternativas. Estos países se dedicaron a explorar sistemáticamente los océanos Índico y Pacífico. Estas expediciones comerciales fueron el comienzo del Imperio británico.

### Comercio transatlántico
Antes del siglo XIX las travesías transatlánticas entre América y Europa se hacían en barcos de vela, lo cual era lento y a menudo peligroso. Con los barcos de vapor, las travesías se convirtieron más rápidas y seguras. Entonces empezaron a surgir grandes compañías oceánicas con travesías muy frecuentes. Pronto, el hecho de construir el mayor transatlántico, rápido o lujoso, se convirtió en un símbolo nacional.
Desde el siglo XVII en adelante, casi todas las travesías transatlánticas con destino Norteamérica, el puerto de llegada era el de Nueva York. Pronto el comercio transatlántico convirtió Nueva York en el primer puerto de Norteamérica, y como consecuencia, atrajo la mayor parte de las futuras mercancías transatlánticas y todo el tráfico de pasajeros. Nueva York se convirtió en la capital comercial de los Estados Unidos y una de las ciudades más importantes del mundo. Además, la mayor parte de los inmigrantes que iban de Europa a Estados Unidos, llegaban a Nueva York, con lo que esta ciudad también era el destino de todos los famosos y ricos viajantes en cruceros de lujo, así como de los pobres inmigrantes, que viajaban en las partes inferiores de estos barcos. Por lo tanto, aunque las travesías transatlánticas podían realizarse entre cualquier parte de Europa y América, siempre se asumía que el destino era Nueva York, a menos que se indicara lo contrario.

### Las innovaciones en el transporte

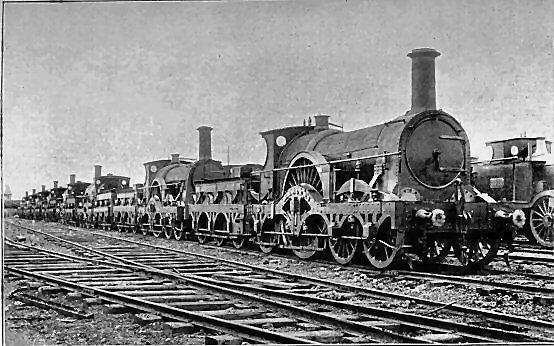
Locomotora de vapor.

Antes de la revolución del transporte del siglo XIX, las mercancías de consumo tenían que ser manufacturadas cerca del lugar de destino. Era económicamente inviable transportar mercancías desde un lugar distante. Junto con la Revolución Industrial se llevaron a cabo una serie de innovaciones en el transporte que revitalizaron el comercio. Ahora las mercancías podían ser manufacturadas en cualquier lugar y ser transportadas de una manera muy barata a todos los puntos de consumo.
Una de las primeras aportaciones de la revolución del transporte fue el ferrocarril. Gran Bretaña fue la pionera en este ámbito, y a consecuencia de esto, en la actualidad tiene la red de ferrocarriles más densa del mundo. En España la primera línea de ferrocarril se construyó en 1840 entre las poblaciones de Barcelona y Mataró
En otros lugares de Europa y de Estados Unidos, también tuvieron mucha importancia el transporte fluvial. Se empezó a ensanchar y a profundizar muchos ríos con el fin de hacerlos navegables. Y un poco más adelante en muchas regiones se empezaron a construir densas redes de canales navegables.
Finalmente, la aparición del automóvil y la construcción sistemática de carreteras, provocó que las mercancías se pudieran transportar justo al punto exacto de su consumo, es lo que se conoce como distribución capilar de mercancías.

### Globalización
La globalización, desde el punto de vista económico, es una tendencia derivada del neocolonialismo que trata de hacer una zona de libre comercio a nivel internacional. La globalización nace como consecuencia de la necesidad de rebajar costos de producción con el fin de dar la habilidad al productor de ser competitivo en un entorno global.
Siguiendo a Cano (2007:2) citado por Mesino (2009,127) comenta la globalización actual es un fenómeno complejo, que trasciende la economía e impacta directamente aspectos fundamentales de la vida de las naciones, tales como la cultura, la educación, la política y, en general, las visiones del mundo contemporáneo. Esto significa que, el fenómeno de la globalización ha acentuado las interacciones de todo orden, propiciando espacios para nuevos conocimientos y generando una tendencia hacia la homogeneización de la cultura y los valores. 
Numerosos grupos pacifistas y ecologistas protestan en contra de esta tendencia, a favor de otras políticas más proteccionistas.[cita requerida] Otros grupos sindicalistas también se muestran fuertemente opuestos a la globalización, pues las multinacionales trasladan puestos de trabajo desde los países desarrollados hasta países del Tercer mundo, con sueldos mucho más bajos.

## Tipos de comercios

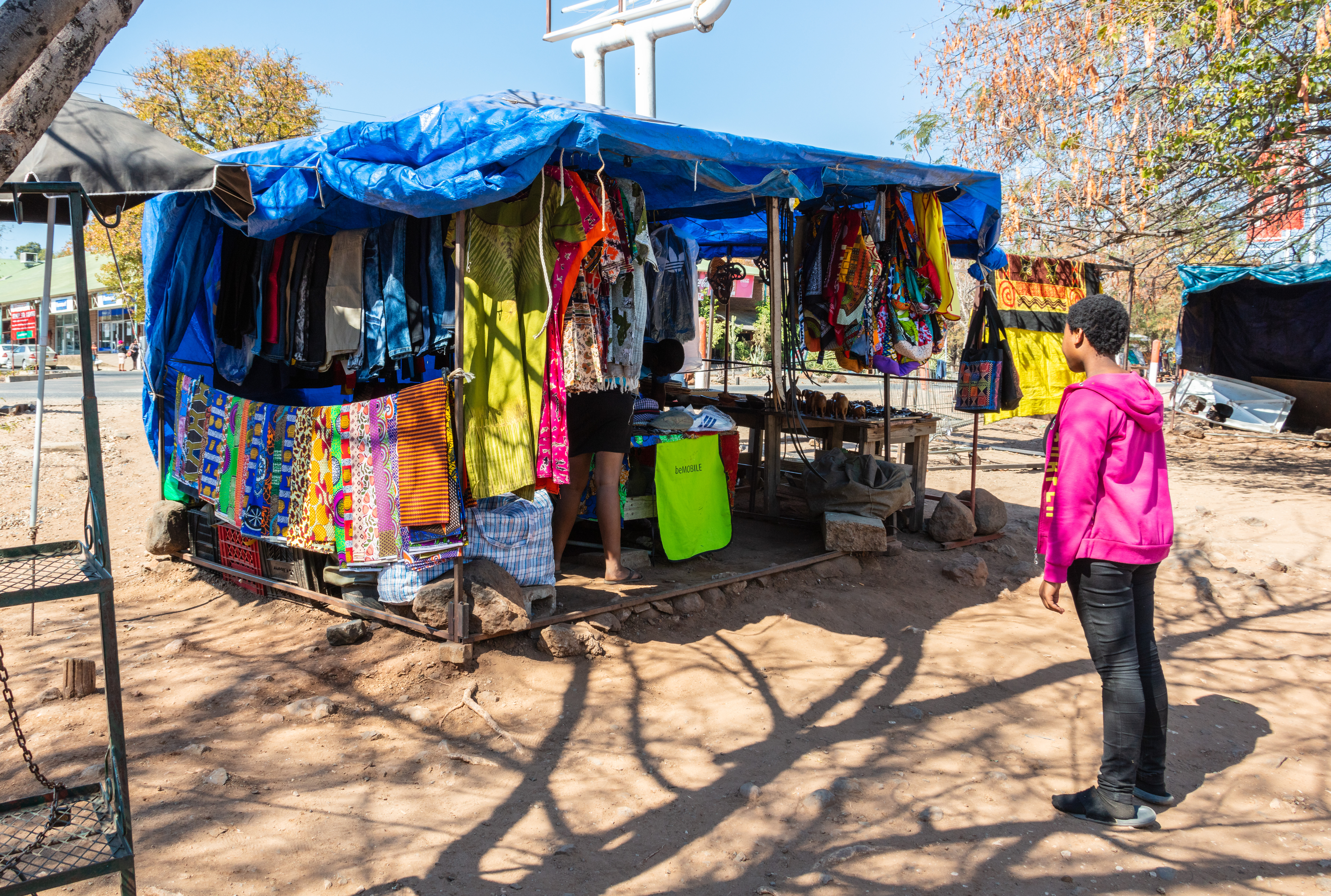
Comercios al por menor en Kasane, Botsuana.

El comercio es una fuente de recursos tanto para el empresario como para el país en el que esté constituido: cuantas más empresas vendan el mismo producto o brinden el mismo servicio, se abaratan los servicios.
- El comercio mayorista (conocido también como «comercio al por mayor» o «comercio al mayor») es la actividad de compra-venta de mercancías cuyo comprador por lo regular no es el consumidor final de la mercancía: la compra con el objetivo de vendérsela a otro comerciante o a una empresa manufacturera que la emplee como materia prima para su transformación en otra mercancía o producto.
- El comercio minorista (conocido también como «comercio al por menor», «comercio al menor», «comercio detallista» o simplemente «al detalle») es la actividad de compra-venta de mercancías cuyo comprador es el consumidor final de la mercancía; es decir, quien usa o consume la mercancía.

y estos dos tipos de comercio incluyen a los siguientes:
- El comercio interior es el que se realiza entre personas que se hallan presentes en el mismo país, sujetos a la misma jurisdicción.
- El comercio exterior es el que se efectúa entre personas de un país y las que viven en otro.
- Comercio terrestre, comercio marítimo, comercio aéreo y comercio fluvial hacen referencia al modo de transportar la mercancía y cada uno es propio de una rama del derecho mercantil, que lleva el mismo nombre.
- El comercio por cuenta propia es el que se realiza por cuenta propia, para sí mismo.
- El comercio por comisión es el que se realiza a cuenta de otro.
- El comercio electrónico el término comercio electrónico (o e - commerce), hace referencia a cualquier forma de transacción o intercambio electrónico de bienes, información o servicios, la cual facilita las operaciones comerciales y que genera políticas gubernamentales específicas para mejorar la posición competitiva de las economías; cuyo intercambio se basa en la transmisión de datos sobre redes de comunicación como internet.[9]

## Sistemas

### El mercantilismo
El mercantilismo es la teoría económica que considera que la riqueza de un país se basa únicamente con los suministros de oro y plata. De aquí se deriva que se tienen que potenciar las exportaciones mientras que se tienen que gravar fuertemente con aranceles las importaciones. Esta teoría caló intensamente en los estados europeos en los siglos XVII y XVIII, y es uno de los principales motivos que propiciaron el colonialismo. Los países tenían que ser lo más independientes posibles con el fin de no importar mucho recursos de otros países. Por este motivo los países europeos crearon una densa red de colonias que suministraban a la metrópoli todos aquellos bienes necesarios.
La idea de que la riqueza mundial era fija y que el único medio para conseguir más riqueza era absorbiendo otro país, motivó las grandes guerras europeas de los siglos XVII y XVIII, como por ejemplo todas las guerras Anglo-Neerlandesas.[cita requerida]
Gracias a las teorías económicas de Adam Smith y la teoría económica liberal, se fue dejando de lado el mercantilismo. De esta manera, se empezaron en concebir ideas como que las dos partes de una transacción comercial pueden salir beneficiadas, ya que los bienes intercambiados son más valiosos para los nuevos propietarios, o que el oro es simplemente un mineral amarillo y que es valioso porque hay poco.

### Capitalismo

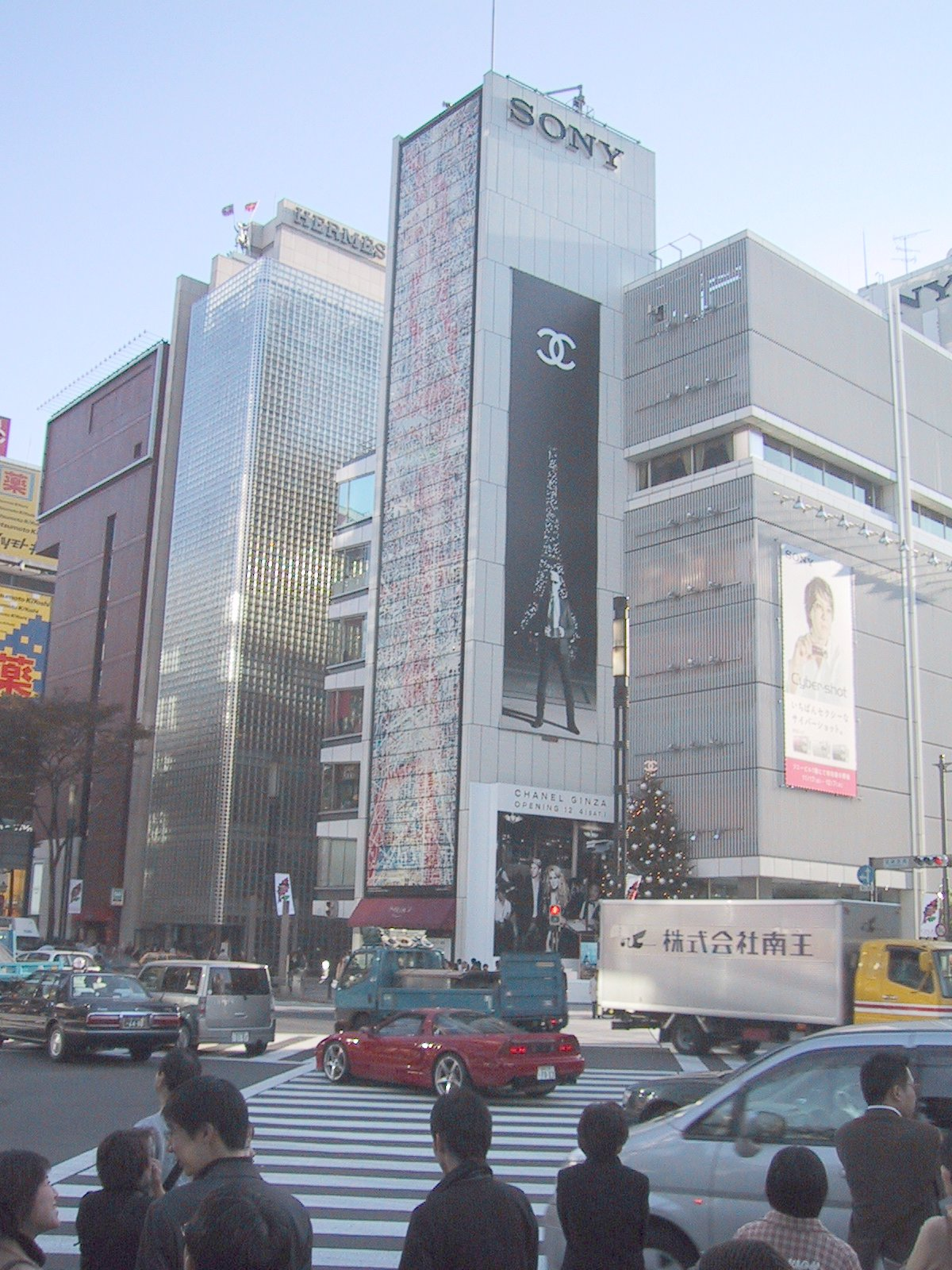
Ginza, corazón comercial de Tokio (Japón).

El capitalismo es el sistema económico que se instituyó en Europa entre los siglos XVIII y XIX. El fundamento del capitalismo es el establecimiento de compañías especializadas en la compra, producción y venta de bienes y servicios, en un mercado libre del control del Estado. La única regla que rige en un sistema capitalista puro es la ley de la oferta y la demanda. Esta regla fija los precios en función del grado de necesidad de las mercancías por parte del comprador, en relación con el grado de necesidad de capital del vendedor (también relacionado con la cantidad de mercancías almacenadas por el vendedor).
Este sistema económico generó una situación de libre competencia en un mercado autoregulado por la oferta y demanda, la cual supuso un nuevo cambio en el comercio mundial. Durante la Revolución Industrial y los cambios repentinos que representó, aparecieron diferentes reacciones contra el capitalismo, como el sindicalismo, el comunismo o el anarquismo.
Un caso especial es la aparición del anarquismo de mercado que argumenta que el sistema económico-político vigente es más bien un capitalismo de Estado que consiste en monopolios salvaguardados por el Estado y es por lo tanto un sistema económico incompatible con un mercado genuinamente libre.

## Organización Mundial del Comercio

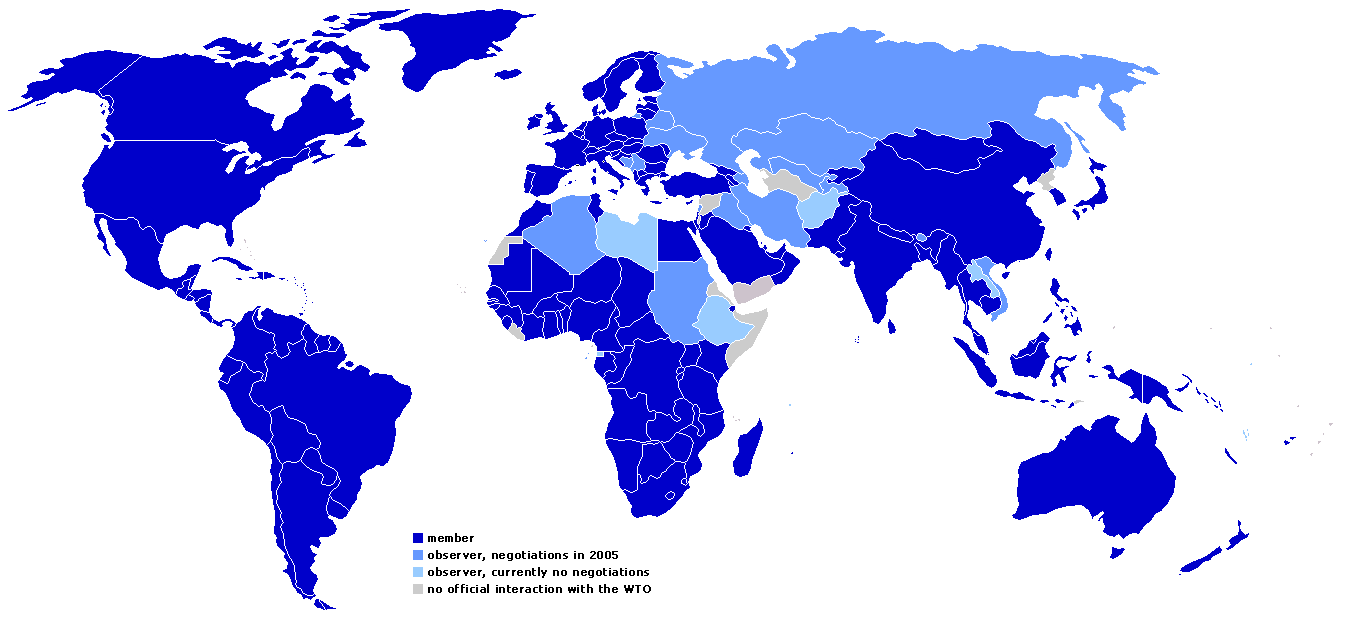
Miembros de la OMC.

La Organización Mundial del Comercio (OMC) es una organización internacional con sede en Ginebra (Suiza), que vigila los tratados comerciales entre sus miembros. Fue creada en 1995 como un secretariado para administrar los Acuerdos Generales de Tasas y Comercio, unos tratados comerciales de la posguerra mundial, el cual cedió muchos intereses para lograr intercambios y abrir la competencia desleal o monopolios.

## Comercio internacional
El comercio internacional implica la compra, venta o intercambio de bienes y servicios en diferentes divisas y formas de pago. Estos intercambios entre distintos países o distintas zonas geográficas ha ido en aumento gracias a la liberalización comercial y a la eliminación de barreras arancelarias y no arancelarias.

## Tendencias

### Rondas de Doha
La ronda de Doha de negociaciones de la Organización Mundial del Comercio tenía como objetivo reducir las obstáculos al comercio en todo el mundo, centrándose en hacer comercio más justo para los países en desarrollo.  Las conversaciones se han visto obstaculizadas por una división entre los países desarrollados ricos, representados por el G20, y los principales países en desarrollo. Los subsidios agrícolas son el tema más importante sobre el que ha sido más difícil negociar un acuerdo. Por el contrario, se ha llegado a un gran acuerdo sobre la facilitación del comercio y la creación de capacidades. La ronda de Doha comenzó en Doha, Catar, y las negociaciones continuaron en: Cancún, México; Ginebra, Suiza; y París, Francia, y Hong Kong.

### China
A partir de 1978, el gobierno de la República Popular China (RPC) inició un experimento de reforma económica. A diferencia de la anterior Economía planificada centralmente, las nuevas medidas relajaron progresivamente las restricciones sobre la agricultura, la distribución agrícola y, varios años después, las empresas urbanas y la mano de obra. El enfoque más orientado al mercado redujo las ineficiencias y estimuló la inversión privada, sobre todo por parte de los agricultores, lo que permitió aumentar la productividad y la producción. Una de las características fue la creación de cuatro (más tarde cinco) Zonas Económicas Especiales situadas a lo largo de la costa sureste.
Las reformas tuvieron un éxito espectacular en términos de aumento de la producción, la variedad, la calidad, el precio y la demanda. En términos reales, la economía duplicó su tamaño entre 1978 y 1986, se duplicó de nuevo en 1994 y de nuevo en 2003. En términos reales per cápita, la duplicación desde la base de 1978 tuvo lugar en 1987, 1996 y 2006. En 2008, la economía era 16,7 veces más grande que en 1978, y 12,1 veces sus niveles per cápita anteriores. El comercio internacional progresó aún más rápidamente, duplicándose de media cada 4,5 años. El comercio bilateral total en enero de 1998 superó al de todo 1978; en el primer trimestre de 2009, el comercio superó el nivel de todo el año 1998. En 2008, el comercio bidireccional de China ascendió a 2,56 billones de dólares.
En 1991 China se unió al grupo de Cooperación Económica Asia-Pacífico, un foro de promoción comercial. En 2001, también se unió a la Organización Mundial del Comercio.

## Aspectos éticos
Como en todas las acciones humanas, los aspectos éticos también tienen relación con el comercio. Caracterizan, por ejemplo, el llamado comercio justo(fair trade), como un modelo de comercio social y ecológicamente compatible, en el que todos los niveles de comercio, desde los productores hasta los consumidores, se consideran conscientemente desde un punto de vista ético  y en el que sobre todo los productores agrícolas de los países en desarrollo deben recibir una remuneración justa. Sin embargo, esta elección de términos conlleva el peligro de que el comercio "normal" sea considerado como no justo o menos justo y que se perpetúe la "tradición de prejuicios" contra el comercio.[cita requerida]
No cabe duda de que la gestión comercial moderna utiliza medidas inteligentes de mercadotecnia aseguradas estratégicamente para inducir a los participantes en el mercado a tomar determinadas decisiones de  compra  o venta. Los huecos en las estanterías de autoservicio, la colocación de artículos de bajo precio, los carros de la compra sobredimensionados, la música de fondo sugerente y otras mil prácticas se encuentran todos los días. Sin embargo, estos "trucos" de venta no pueden considerarse per se éticamente cuestionables, ni siquiera como una manipulación incapacitante, al menos mientras las decisiones (de compra) no se basen en ser tomadas por sorpresa, sino en el convencimiento y la libre voluntad del comprador.[cita requerida]